# Kulstötning för herrar i friidrott vid olympiska sommarspelen 1992
Kulstötning för herrar vid olympiska sommarspelen 1992 i Barcelona avgjordes 31 juli. 

## Medaljörer
| Gren        | Guld              | Guld    | Silver             | Silver  | Brons                  | Brons   |
| Kulstötning | Mike Stulce · USA | 21,70 m | Jim Doehring · USA | 20,96 m | Vjatjeslav Lycho · OSS | 20,94 m |

## Resultat

### Kval
| Placering | Grupp A                | Längd   |
| --------- | ---------------------- | ------- |
| 1.        | Werner Günthör (SUI)   | 20.50 m |
| 2.        | Luciano Zerbini (ITA)  | 20.25 m |
| 3.        | Dragan Perić (IOP)     | 20.24 m |
| 4.        | Vjatjeslav Lycho (EUN) | 20.24 m |
| 5.        | Mike Stulce (USA)      | 20.18 m |
| 6.        | Ron Backes (USA)       | 19.71 m |
| 7.        | Gert Weil (CHI)        | 19.41 m |
| 8.        | Paul Edwards (GBR)     | 19.03 m |
| 9.        | Kent Larsson (SWE)     | 18.56 m |
| 10.       | Udo Beyer (GER)        | 18.47 m |
| 11.       | Victor Costello (IRL)  | 17.15 m |
| 12.       | Zlatan Saracević (IOP) | 16.38 m |
| 13.       | Kalman Konya (GER)     | DNS     |

| Placering | Grupp B                  | Längd   |
| --------- | ------------------------ | ------- |
| 1.        | Jim Doehring (USA)       | 20.53 m |
| 2.        | Aleksandr Klimenko (EUN) | 20.16 m |
| 3.        | Alessandro Andrei (ITA)  | 20.14 m |
| 4.        | Ulf Timmermann (GER)     | 19.93 m |
| 5.        | Klaus Bodenmüller (AUT)  | 19.86 m |
| 6.        | Sören Tallhem (SWE)      | 19.65 m |
| 7.        | Pétur Guðmundsson (ISL)  | 19.15 m |
| 8.        | Andriy Nemchaninov (EUN) | 18.98 m |
| 9.        | Gheorghe Guşet (ROU)     | 18.96 m |
| 10.       | Antero Paljakka (FIN)    | 18.42 m |
| 11.       | Khaled Al-Khalidi (KSA)  | 17.72 m |
| 12.       | Paul Quirke (IRL)        | 17.01 m |
| 13.       | Bilal Saad Mubarak (QAT) | 16.98 m |
| 14.       | Peter Dajia (CAN)        | 16.81 m |

### Final
- Hölls den 31 juli 1992

| Placering | Final                    | Längd   |
| --------- | ------------------------ | ------- |
|           | Mike Stulce (USA)        | 21.70 m |
|           | Jim Doehring (USA)       | 20.96 m |
|           | Vjatjeslav Lycho (EUN)   | 20.94 m |
| 4.        | Werner Günthör (SUI)     | 20.91 m |
| 5.        | Ulf Timmermann (GER)     | 20.49 m |
| 6.        | Klaus Bodenmüller (AUT)  | 20.48 m |
| 7.        | Dragan Perić (IOP)       | 20.32 m |
| 8.        | Aleksandr Klimenko (EUN) | 20.23 m |
| 9.        | Luciano Zerbini (ITA)    | 19.88 m |
| 10.       | Ron Backes (USA)         | 19.75 m |
| 11.       | Alessandro Andrei (ITA)  | 19.62 m |
| 12.       | Sören Tallhem (SWE)      | 19.32 m |